# ENY2
ENY2 (англ. ENY2, transcription and export complex 2 subunit) – білок, який кодується однойменним геном, розташованим у людей на 8-й хромосомі. Довжина поліпептидного ланцюга білка становить 101 амінокислот, а молекулярна маса — 11 529.
| 10         |  | 20         |  | 30         |  | 40         |  | 50         |
| ---------- |  | ---------- |  | ---------- |  | ---------- |  | ---------- |
| MVVSKMNKDA |  | QMRAAINQKL |  | IETGERERLK |  | ELLRAKLIEC |  | GWKDQLKAHC |
| KEVIKEKGLE |  | HVTVDDLVAE |  | ITPKGRALVP |  | DSVKKELLQR |  | IRTFLAQHAS |
| L          |  |            |  |            |  |            |  |            |

A: Аланін

C: Цистеїн

D: Аспарагінова кислота

E: Глутамінова кислота

F: Фенілаланін

G: Гліцин

H: Гістидин

I: Ізолейцин

K: Лізин

L: Лейцин

M: Метіонін

N: Аспарагін

P: Пролін

Q: Глутамін

R: Аргінін

S: Серин

T: Треонін

V: Валін

Кодований геном білок за функціями належить до активаторів, регуляторів хроматину. 
Задіяний у таких біологічних процесах, як транскрипція, регуляція транскрипції, транспорт, транспорт білків, транспорт мРНК, транслокація, ацетилювання, альтернативний сплайсинг. 
Локалізований у ядрі, комплексі ядерної пори.